# 孔堡城堡

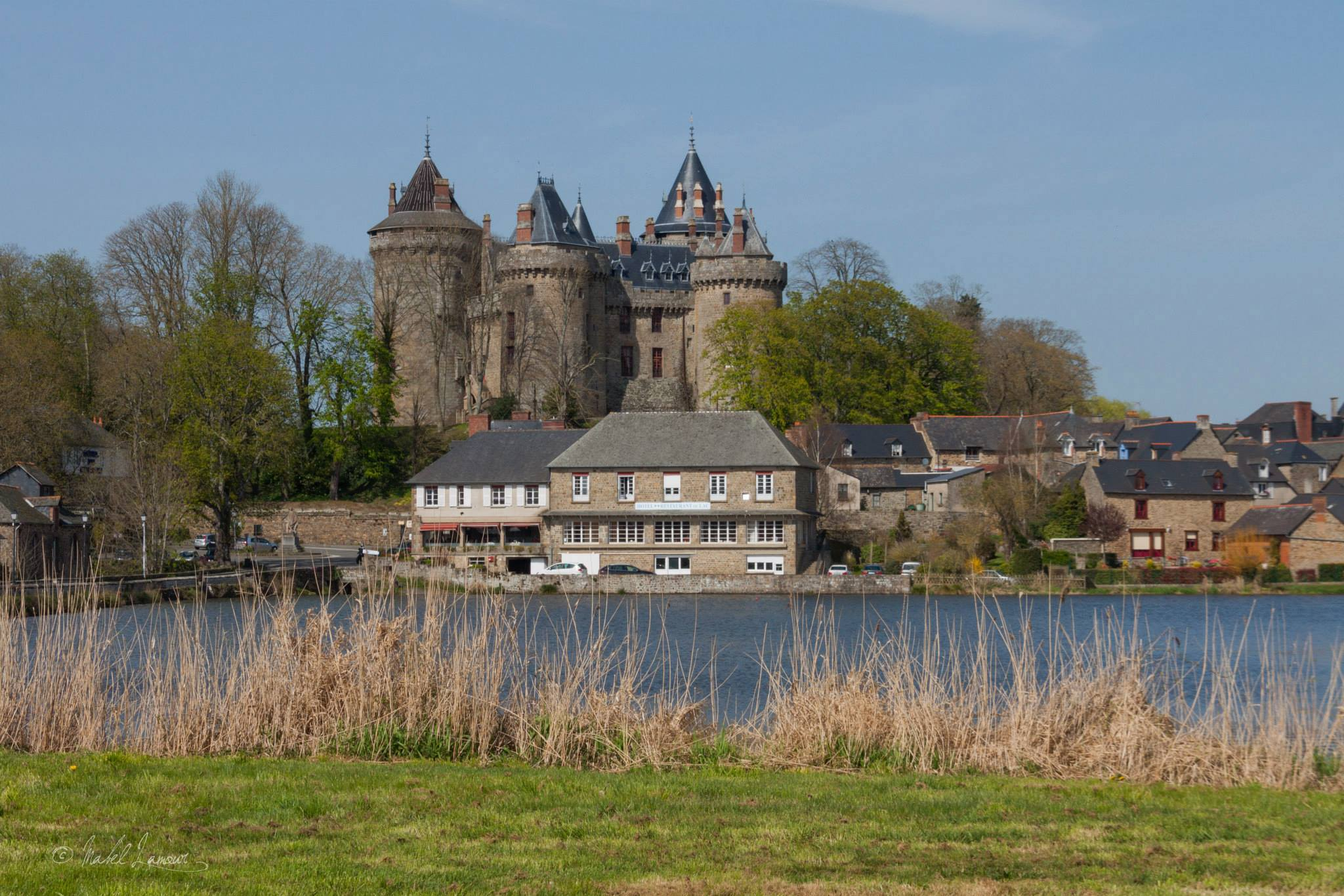
孔堡城堡

孔堡城堡（Château de Combourg）是法国布列塔尼大区的一座中世纪城堡 ，位于伊勒-维莱讷省的孔堡，座落在 Tranquille湖边的一座小山上。该城堡为私人所有，由法国文化部列为法国历史遗迹。

## 历史
城堡建于1025年左右，由多勒总主教Guinguené建造。他将其交给他的私生兄弟，第一任孔堡领主 Riwallon。
这座城堡因法国著名作家、政治家弗朗索瓦-勒内·德·夏多布里昂著称。这个家族在1761年收购这座城堡，作家在此度过童年。 从他对城堡的描述来看，它被认为是“浪漫主义的诞生地”。夏多布里昂在他的《墓畔回忆录》中写道：“我成了我在孔堡森林里的样子。”
1876年，弗朗索瓦-勒内·德·夏多布里昂的长兄让·巴蒂斯特·德·夏多布里昂的孙子杰弗里·德·查托布里安伯爵开始修复城堡。项目由一位著名的法国建筑师歐仁·維奧萊-勒-杜克领导。他的其他修复项目包括巴黎圣母院、圣米歇尔山修道院、中世纪卡尔卡松城堡、皮埃尔丰城堡和文森城堡。